# Сражение за Рупельское ущелье (1913)
Сражение за Рупельское ущелье или бои у Демир-Хиссара — бои 9—10 июля (26—27 июня по старому стилю) 1913 года в ходе Второй Балканской войны между болгарскими и греческими войсками. Закончилось поражением болгар и их отступлением.

## Силы и планы сторон
После поражения в первые дни войны в боях при Кукуше и Лахне 2-я болгарская армия генерала Николы Иванова отступила на север, к Беласице. Войска были разделены на три группы для прикрытия соответственно направлений через Струмицу, Рупельское ущелье и долину Места.
Центральная группа под командованием командира 3-й пехотной дивизии генерала Ивана Сарафова заняла позицию у южного выхода из Рупельского ущелья. Эти части должны были защищать перевал Рупель от пика Тумба на горе Беласица до высот по левому берегу реки Струма. При этом большая часть Беласицы оставалась плохо охраняемой болгарами. Река Струма делила болгарскую позицию на две части. Из-за отсутствия в этом районе брода маневрирование между двумя берегами происходило в основном по близлежащему железнодорожному мосту, но он находился впереди позиции и во время боя был подвергнут сильному обстрелу противника. Захват городка Струмицы греками затруднял оборону Рупельского ущелья, так как по долине реки Струмицы противник мог продвинуться в сторону Петрича и появиться позади защитников ущелья.
Генерал Иван Сарафов сконцентрировал большую часть своих сил (18 батальонов) на левом участке, восточнее реки Струма, потому что ожидал наступления греков от Демир-Хиссара. Здесь были собраны почти все батареи тяжелой артиллерии. Западнее реки Струма остались более слабые силы (8 батальонов) и всего 2 полевые батареи. 10 батальонов находились в составе маневренных войск на левом берегу реки Струма. Слабая разведка штаба дивизии, несмотря на наличие 4,5 кавалерийских эскадронов, не позволила ему установить направление главного греческого удара.
Преследуя болгар, греческая армия также разделилась, но на две группы. Основные силы (пять пехотных дивизий и кавалерийская бригада) образовали западную группировку, которая после боёв при Дойране (6 июля) направилась через хребет Беласица на Струмицу, а оттуда через Петрич должна была выйти в тыл болгар в Рупельском ущелье. Восточная группа (1-я, 6-я и 7-я пехотные дивизии под командованием генерала Эммануэля Манусояннакиса должна была атаковать ущелье с фронта. Основные силы греков (1-я и 6-я пехотные дивизии) направились вдоль Бутковского озера для удара по правому флангу болгар.

## Ход сражения
В первый день сражения, 9 июля, греческие войска, наступая со стороны Хаджи-Бейлика, оттеснили болгарский передовой отряд от села Кешишлак, но дальнейшее их продвижение было остановлено болгарской дальнобойной артиллерией и трудностями пересеченной местности, ограничивавшей темп продвижения греческой пехоты.
В ночь на 10 июля части 1-й греческой дивизии сумели выдвинуть две батареи на удобную позицию над правым берегом Струмы и на рассвете возобновили наступление. Под шквальным огнем противника Сарафов начал перебрасывать подкрепления с левого берега, но было поздно, так как отступил правый фланг, а за ним и все остальные болгарские войска. Отступление по единственной дороге на север совершалось в беспорядке под сильным обстрелом греческой артиллерии, сумевшей занять позиции на господствующих склонах Беласицы.

## Результаты
Греки захватили часть болгарской артиллерии, но не стали преследовать разбитых и деморализованных болгар, и последним удалось отойти через Рупельское дефиле. Единственным успехом 2-й армии в боях у Струмицы и Рупельского ущелья было то, что она не позволила грекам проникнуть в долину реки Струмица до отхода 4-й армии. Это позволило 4-й армии свободно отступить и не оказаться в окружении.